# Draba scabra
Draba scabra är en korsblommig växtart som beskrevs av Carl Anton von Meyer. Draba scabra ingår i släktet drabor, och familjen korsblommiga växter. Inga underarter finns listade i Catalogue of Life.